# Альпокалья
А́льпокалья (венг. Alpokalja; буквально: подножье Альп) — географический регион на северо-западе Венгрии (на границе с Австрией). Регион находится в западной части медье Дьёр-Мошон-Шопрон и Ваш. Регион является продолжением Альп (немецкое название Восточные Альпы). Большая часть региона представляет собой холмистую местность, поросшую пихтовыми и сосновыми лесами.
На территории имеются два крупных горных хребта: Кёсег и Шопрон. Самый высокой точкой венгерских Альп является пик Иротткё (венг. Írott-kő), который расположен в районе Монти (высота 882 метров над уровнем моря). На территории Кёсег и Монти Шопрон находятся две охраняемые природные территории, которые входят в состав национального парка Фертё-Ханшаг.
Наиболее важными городами региона являются Кёсег, Шопрон, Сомбатхей, Кёрменд.

## Примечания

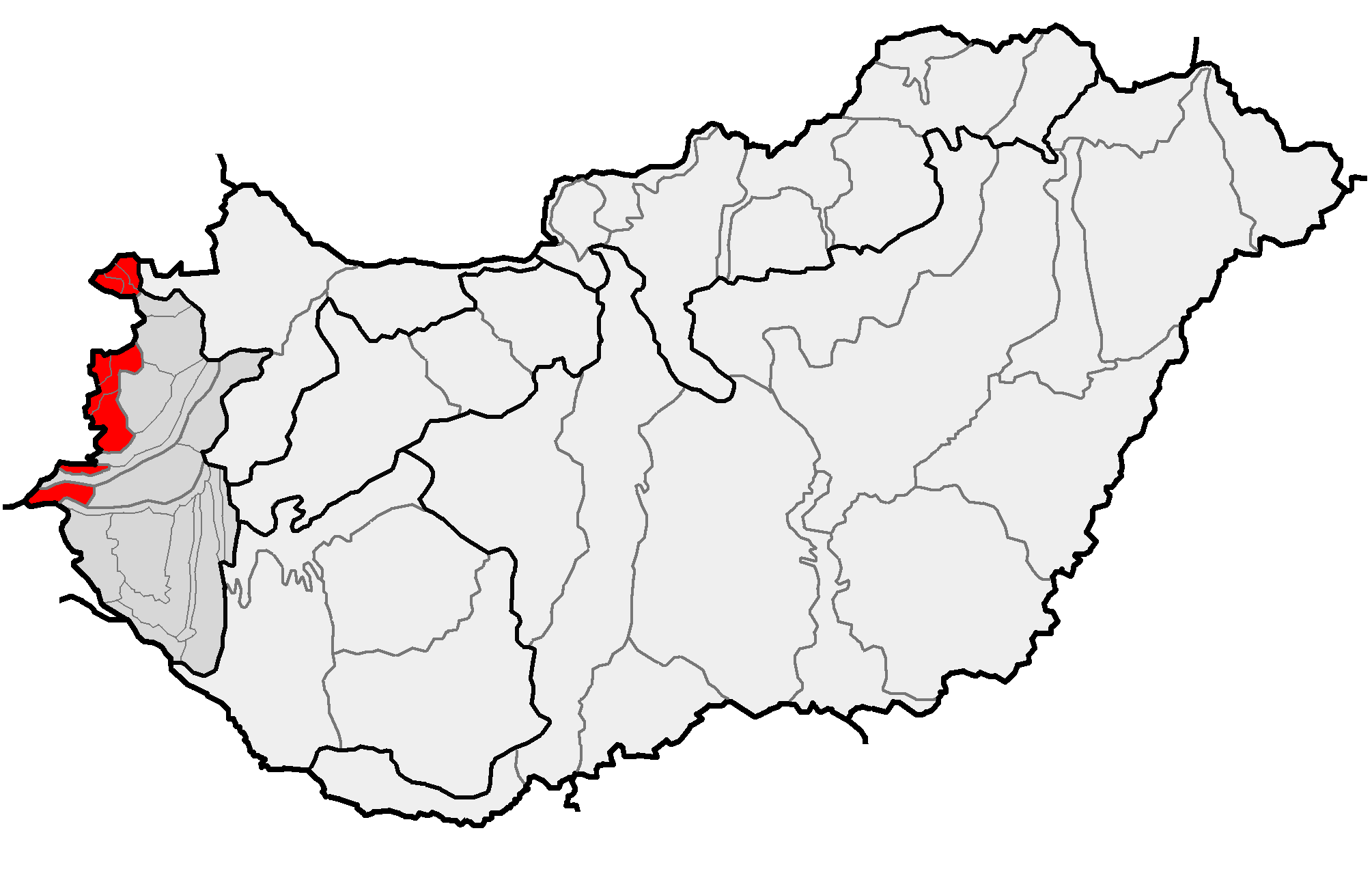
Альпокалья на карте Венгрии